# Theekkathir

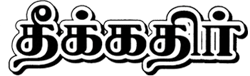
Logo

Theekkathir is een Tamil-dagblad, dat eigendom is van en uitgegeven wordt door de Communistische Partij van India in Tamil Nadu. De krant werd opgericht in 1964. Het was toen een weekblad en het officiële orgaan van deze afdeling van de communistische partij. In 1971 werd de krant een dagblad. De broadsheet komt uit in drie edities: Chennai (waar het blad hoofdkantoor houdt), Madurai en Coimbatore. De hoofdredacteur is V. Parameswaran (2012).